# Килламери
Килламери (англ. Killamery; ирл. Cill Lamraí) — деревня в Ирландии, находится в графстве Килкенни (провинция Ленстер) у трассы N76.